# トゥーソン (ベトナム)
トゥーソン（ベトナム語：Thành phố Từ Sơn / 城庯慈山）はベトナムのバクニン省にある都市である。人口は2021年時点で202,874人、面積は61.08km2である。

## 行政区画
以下の12坊から構成される。
- チャウケー坊（Châu Khê / 洲溪）
- ディンバン坊（Đình Bảng / 亭榜）
- ドンキ坊（Đồng Kỵ / 同暨）
- ドンガン坊（Đông Ngàn / 東岸）
- ドングエン坊（Đồng Nguyên / 同原）
- フオンマック坊（Hương Mạc / 香墨）
- フーチャン坊（Phù Chẩn / 扶軫）
- フケー坊（Phù Khê / 浮溪）
- タムソン坊（Tam Sơn / 三山）
- タンホン坊（Tân Hồng / 新鴻）
- チャンハ坊（Trang Hạ / 莊下）
- トゥオンザン坊（Tương Giang / 湘江）